# Журавлик (мультфильм, 1970)
«Журавлик» — советский короткометражный мультфильм 1970 года режиссёра Ирины Гурвич.

## Сюжет
О тяжёлой жизни маленького журавля. От раннего детства до взрослой жизни. Но в итоге счастливый конец.

## Съёмочная группа
- Автор сценария: В. Полонский
- Режиссёр: Ирина Гурвич
- Художник-постановщик: Генрих Уманский
- Композитор: Борис Буевский
- Оператор: Анатолий Гаврилов
- Звукооператор: Леонид Мороз
- Редактор: Светлана Куценко
- Художники-мультипликаторы: Адольф Педан, Константин Чикин, Н. Бондарь, Александр Викен, Э. Перетятько, С. Березовская, Е. Юмашев
- Ассистенты: О. Малова, Н. Йорк, О. Деряжная, С. Никифоров
- Директор картины: Иван Мазепа

## Издания
В 2006 году выпускался на видео в мультсборнике «Рукавичка» на диске. Дистрибьютор: Мастер Тэйп.

## Отзыв критика
Среди лучших мультфильмов «Киевнаучфильма» 60—70-х годов XX в.: «Сказание про Игорев поход», «Журавлик», «Тёплый хлеб», «Тигрёнок в чайнике», «Волшебник Ох», «Весёлый цыплёнок», «Мальчик и облачко», «Парасолька на охоте», «Человек и слово», «Как казаки невест выручали», «Салют», «Какого рожна хочется?», «Удивительный китёнок», «Колумб причаливает к берегу», «Как жёны мужей продавали».— КИНО: Энциклопедический словарь/ Под ред. С. И. Юткевича. — М.: Советская энциклопедия, 1987. — С. 436.